# 기막힌 티비
《기막힌 티비》는 KBS 아카이브가 운영했던 유튜브 채널이다. 그동안 KBS 영상 아카이브에 보관되어 있던 KBS의 오래된 방송영상들 중 사건, 사고, 미스테리, 공포 등 기막힌 이야기를 담은 채널이었다.

## 주요 콘텐츠
- 월 : 러브스토리: 이 세상 사람사는 사랑이야기
- 화 : TV 생활법정: 황당 판결
- 수 : 놀라운 아시아
- 목 : 기적체험! 구사일생
- 금 : 특종! 사건파일 (2023년 3월 17일 완결)